# Holywood
Holywood är en ort i Nordirland i grevskapet Down.  Den tillhör Belfasts storstadsområde och ligger 44 meter över havet. Antalet invånare är 13 109.
Terrängen runt Holywood är platt åt sydost, men åt nordväst är den kuperad. Havet är nära Holywood norrut. Runt Holywood är det tätbefolkat, med 319 invånare per kvadratkilometer. Belfast centrum ligger 8,0 km sydväst om Holywood. Trakten runt Holywood består i huvudsak av gräsmarker.